# Hodgson River Road
Hodgson River Road – nieutwardzona droga o długości 206 km, w Australii, na obszarze Terytorium Północnego. Łączy drogi Stuart Highway, 12 km na północ od Daly Waters, z drogą Roper Highway. Nazwa drogi pochodzi od nazwy rzeki Hodgson.